# Romain Ferrier
Romain Ferrier est un footballeur puis entraîneur français né le 24 février 1976 à Cannes. Il évolue au poste d'arrière latéral gauche du milieu des années 1990 à la fin des années 2000. Depuis juillet 2025, il est l'entraîneur de l'équipe réserve de l'Olympique de Marseille.

## Biographie
Formé à l'AS Cannes, il joue ensuite aux Girondins de Bordeaux avec qui il remporte le championnat de France en 1999. Il évolue ensuite notamment au Montpellier HSC, à l'En Avant de Guingamp, aux Chamois niortais, avant de terminer sa carrière professionnelle dans les rangs du club grec de Skoda Xanthi.
Il dirige de 2010 à 2013 l'équipe amateur de l'US Pegomas, avant de rejoindre en janvier 2014, le Stade rennais FC où il prend en charge les moins de 15 ans, les moins de 17 ans puis les moins de 19 ans et enfin la réserve pro du Stade Rennais.
Durant la saison 2021-2022 il est entraîneur de l'équipe des moins de 19 ans des Girondins de Bordeaux, son ancien club, il est accompagné par Rio Mavuba.
Aujourd'hui, il est responsable de l'équipe réserve des Girondins de Bordeaux. 

## Carrière de joueur
- 1995-1997 : AS Cannes
- 1997-1999 : Girondins de Bordeaux
- 1999-2000 : Montpellier HSC
- 2000-2004 : EA Guingamp
- 2004-2005 (janvier) : CF Murcia[5]
- 2005 (janvier)-2008 : Chamois niortais FC
- 2009-2009 : Skoda Xanthi (Grèce)
- 2009-2010 : RC Grasse[6],[7]
- 2010-2013 : US Pegomas

## Carrière d'entraîneur
- 2010-2013 : US Pegomas
- 2014-2015 : Stade rennais FC - 15 ans
- 2015-2017 : Stade rennais FC - 17 ans
- 2017-2019 : Stade rennais FC - 19 ans
- 2019-2021 : Stade rennais FC  rés.
- 2021-2022 : Girondins de Bordeaux - 19 ans
- 2022-2023 : Girondins de Bordeaux  rés.
- 2025- Olympique de Marseille  rés.

## Palmarès de joueur
- 1995 : Coupe Gambardella avec l'AS Cannes
- 1999 : Champion de France (FC Girondins de Bordeaux)
- 2000 : Coupe Intertoto avec Montpellier Hérault SC
- 2006 : Champion de national avec Les Chamois Niortais
- International Espoirs

## Palmarès d'entraîneur
- Champion de France U17 en 2018 avec le Stade rennais FC
- Champion de France U19 en 2019 avec le Stade rennais FC